# Stadtarchiv Garbsen
Das Stadtarchiv Garbsen ist das Kommunalarchiv der Stadt Garbsen. Es verwahrt amtliche und nichtamtliche Dokumente von bleibendem rechtlichem und historischem Wert aus der Verwaltung und dem räumlichen Gebiet der heutigen Stadt Garbsen und ihrer Rechtsvorgänger.

## Rechtsgrundlage und Organisation
Nach dem Niedersächsischen Archivgesetz (NArchG) ist die Stadt Garbsen als kommunale Körperschaft verpflichtet, ihr Archivgut zu sichern. Dieser Pflicht kommt sie mit dem im Jahr 1990 eingerichteten Stadtarchiv nach. Organisatorisch ist das Archiv der Abteilung Kultur und Sport innerhalb der Stadtverwaltung Garbsen zugeordnet. Seinen Sitz hat es im Garbsener Stadtteil Horst.

## Bestände
Zu den Beständen des Archivs zählen sowohl amtliche als auch nichtamtliche Informationsträger aller Art, darunter Akten, Karten und Pläne, Fotografien, Zeitungen, Urkunden und elektronisch gespeicherte Daten. Die Bestände entstammen zum größten Teil der Verwaltung der Stadt Garbsen und ihrer Vorgängergemeinden; ergänzend werden dem Archiv auch Informationsträger von Privatpersonen, Vereinen und Verbänden, Parteien, Firmen und dergleichen entweder übereignet oder auf unbestimmte Zeit zur Verwahrung überlassen (als so genanntes Depositum).
Zeitlich reichen die Bestände von der Mitte des 18. Jahrhunderts bis in die Gegenwart, wobei der Schwerpunkt auf der Zeit seit der Bildung der Stadt Garbsen in ihrer heutigen Form im Jahr 1974 liegt.

## Benutzung
Mit Hilfe von Archivgut können rechtliche Tatsachen nachgewiesen oder früheres Verwaltungshandeln nachvollzogen werden. Gründe für die Archivnutzung können beispielsweise auch die wissenschaftliche Forschung, Bildungszwecke oder das private geschichtliche Interesse sein. Grundlage für die Benutzung des Stadtarchivs Garbsen ist die vom Rat der Stadt Garbsen beschlossene Nutzungs- und Gebührensatzung. Demnach steht das Stadtarchiv einerseits der Stadtverwaltung selbst als auch grundsätzlich allen Interessierten zur Benutzung offen.
Im Niedersächsischen Archivgesetz, im Bundesarchivgesetz, im Personenstandsgesetz und anderen Rechtsvorschriften sind Sperrfristen zum Schutz von Betroffenen festgelegt. Nach Ablauf dieser Fristen kann amtliches Archivgut von jedermann genutzt werden. Für Archivgut aus nichtamtlichen Quellen können, soweit gesetzliche Vorschriften nicht zutreffen, mit den Eigentümern jeweils individuelle Regelungen getroffen werden.
Ein in den 1950er bis 1970er Jahren entstandener Bestand von mehr als 2.800 Fotografien, die Sammlung Havelse des Amateurfotografen Rudolf Guthmann, steht im Archivportal-D und in der Deutschen Digitalen Bibliothek unter der Lizenz CC-BY-SA 3.0 öffentlich zur Verfügung.

## Kulturarbeit, Förderer und Kooperationspartner
Als städtische Kultureinrichtung betreibt das Stadtarchiv Garbsen Öffentlichkeitsarbeit mit lokal- und regionalhistorischem Bezug. Unter anderem ist es Herausgeberin der seit 1992 in zehn Bänden erschienenen Schriftenreihe zur Stadtgeschichte sowie beteiligt an der Autorschaft, Redaktion und Herausgabe weiterer Veröffentlichungen. Zudem veranstaltet es beispielsweise Vorträge, Kurse und Ausstellungen. Das Stadtarchiv Garbsen nimmt regelmäßig am Tag der Archive teil, der alle zwei Jahre stattfindet und jeweils einem bundesweit gemeinsamen Motto gewidmet ist.
Rechtlicher, organisatorischer und finanzieller Träger des Stadtarchivs ist die Stadt Garbsen. Wichtigster weiterer Förderer und Kooperationspartner ist der 1998 gegründete StadtArchivVerein Garbsen e.V. Auch Privatpersonen unterstützen Projekte des Stadtarchivs und des StadtArchivVereins organisatorisch oder finanziell, darunter wiederholt der 2018 verstorbene Garbsener Unternehmer Robert Hesse II.
Seit 2005 ist das Stadtarchiv Garbsen Mitglied in dem auf gegenseitige Hilfe ausgerichteten Regionalen Notfallverbund Kulturgutschutz der Region Hannover.

## Veröffentlichungen (Auswahl)
In der Schriftenreihe zur Stadtgeschichte erschienen folgende Hefte:
- Karl-Heinz Strehlke: Meine Schulzeit im Dritten Reich, Heft 1, 1992
- Karl-Heinz Strehlke: Dörfliches Leben im Kaiserreich. Streiflichter und Perspektiven aus der Rede zur Einweihung der Heimatstube Garbsen, Heft 2, 1992
- Hans Ehlich: Junge Stadt mit alter Geschichte. Aspekte der älteren Geschichte Garbsens zum 25jährigen Bestehen der Stadt, Heft 3, 1993
- Bernd-Wilhelm Linnemeier: Das Amt Ricklingen und die Familie Voigt. Untersuchungen zur calenbergischen Lokalverwaltung und Domänenwirtschaft in der zweiten Hälfte des 17. und zu Beginn des 18. Jahrhunderts, Heft 4, 1993, ISBN 3-9802985-1-5
- Mechthild und Ulfrid Müller: Die Kirchen in Garbsen,
  - Teil 1; Die alten Kirchen Altgarbsen, Horst, Osterwald, Schloss Ricklingen, Heft 5, 1994, ISBN 978-3-9802985-2-0 und ISBN 3-9802985-2-3
- Karl-Heinz Grotjahn: Als geheim gebuttert wurde. Ländlicher Alltag im Ersten Weltkrieg in Garbsen und Umgebung, Heft 6, [1995], ISBN 3-9802985-3-1
- Hans Ehlich: Richters Sprüche, Müllers Mühlen und Schiffer auf der Leine. Neues aus der Geschichte Garbsens, Heft 7, 1995, ISBN 978-3-9802985-4-4 und ISBN 3-9802985-4-X
- Gerd Pehl: Mit Zuckertüten fängt es an. Die Entwicklung des Garbsener Schullebens bis 1965, Heft 8, 1996, ISBN 978-3-9802985-5-1 und ISBN 3-9802985-5-8
- Gerd Pehl: „Viel Schüler gab es und wenig Raum ...“ Das Garbsener Schulleben nach 1965, Heft 9, 1998, ISBN 978-3-9802985-6-8 und ISBN 3-9802985-6-6
- Axel Priebs et al. (Hrsg.): Junge Städte in ihrer Region, hrsg. im Auftrag der Stadt Garbsen und des Kommunalverbandes Großraum Hannover, Heft 10, 2001, ISBN 978-3-9802985-7-5 und ISBN 3-9802985-7-4